# Ana Petrušič
Ana Petrušič (11 de abril de 1996) es una deportista eslovena que compite en taekwondo. Ganó una medalla de plata en el Campeonato Europeo de Taekwondo de 2016, en la categoría de –49 kg.

## Palmarés internacional
| Campeonato Europeo | Campeonato Europeo | Campeonato Europeo | Campeonato Europeo |
| Año                | Lugar              | Medalla            | Categoría          |
| ------------------ | ------------------ | ------------------ | ------------------ |
| 2016               | Montreux (Suiza)   | Medalla de plata   | –49 kg             |